# West Grinstead
West Grinstead är en ort och civil parish i Storbritannien.   Den ligger i grevskapet West Sussex och riksdelen England, i den södra delen av landet, 60 km söder om huvudstaden London. West Grinstead ligger 12 meter över havet och antalet invånare är 2 934.
Terrängen runt West Grinstead är platt. Runt West Grinstead är det tätbefolkat, med 319 invånare per kvadratkilometer. Närmaste större samhälle är Crawley, 18,6 km nordost om West Grinstead. Trakten runt West Grinstead består till största delen av jordbruksmark.